# Yonatan Murillo
Yonatan Murillo (Bajo Baudó, Colombia; 5 de julio de 1992) es un futbolista colombiano. Juega como defensa central y actualmente milita en el Club Sport Huancayo de la Primera División del Perú.

## Trayectoria
Jugador que debutó en Atlético Huila en el 2012.

### Deportivo Cali
Luego de buenas temporadas en la Primera División de Colombia, ficha por Deportivo Cali por todo el 2017 para afrontar el torneo local y la Copa Sudamericana 2017.

### Junior
Luego de no tener oportunidades en Deportivo Cali, se marchó cedido a préstamo al Junior de Barranquilla. En medio de polémicas, con Junior no podía afrontar la Copa Sudamericana 2017, ya que había sido inscrito con el Deportivo Cali. Se renovó su préstamo por todo el 2018, jugando la Copa Libertadores 2018. Jugó al lado de Luis Diaz, Teofilo Gutierrez y el peruano Alberto Rodríguez.
El 7 de febrero del 2022 fue presentado como nuevo refuerzo de Deportivo Binacional.
En la temporada 2023 descendió de categoría, al quedar antepenúltimo en la tabla acumulada del torneo con Deportivo Binacional.

## Clubes
| Club                 | País                | Año                 | PJ  | Goles |
| -------------------- | ------------------- | ------------------- | --- | ----- |
| Atlético Huila       | Colombia            | 2012 - 2014         | 64  | 0     |
| La Equidad           | Colombia            | 2015                | 30  | 1     |
| Envigado F. C.       | Colombia            | 2016                | 39  | 2     |
| Deportivo Cali       | Colombia            | 2017                | 10  | 1     |
| Junior               | Colombia            | 2017 - 2018         | 15  | 0     |
| Santa Fe             | Colombia            | 2019                | 1   | 0     |
| Jaguares de Córdoba  | Colombia            | 2020                | 11  | 0     |
| Patriotas Boyacá     | Colombia            | 2021                | 35  | 2     |
| Deportivo Binacional | Perú                | 2022 - 2023         | 66  | 1     |
| Once Caldas          | Colombia            | 2024 -              | -   | -     |
| Total en su carrera  | Total en su carrera | Total en su carrera | 270 | 7     |

## Palmarés

### Títulos nacionales
| Título              | Equipo | País     | Temporada |
| ------------------- | ------ | -------- | --------- |
| Copa Colombia       | Junior | Colombia | 2017      |
| Categoría Primera A | Junior | Colombia | 2018-II   |